# Kerkpad Zuidzijde 67
Kerkpad Zuidzijde 67 is een gemeentelijk monument in Soest in de provincie Utrecht.
De langhuisboerderij uit ongeveer 1875 staat op de hoek van het Kerkpad en de Korte Middelwijkstraat. Waarschijnlijk staat de boerderij op de plek van een voorganger. De uitbouw aan de linkergevel dateert van 1937. In de stalvensters van de schuur ernaast staat de tekst R.K. ARMEN/N°5 en R.K. ARMEN/N°6. De betekenis van deze waarschijnlijk hergebruikte vensters is onbekend. De nok van de boerderij staat haaks op het Kerkpad. De vroegere kelder en opkamer zijn weggehaald.